# Walter (vállalat)
A Walter, a csehszlovák időkben 1946-tól Motorlet, majd később Walter Engines repülőgép-motorokat és hajtóműveket előállító cseh gépgyár volt Prága Jinonice városrészében. Egyik legismertebb gyártmánya az M601 légcsavaros gázturbina. A vállalat önállósága 2008 júliusában megszűnt, ekkor a GE Aviation része lett, amelyet később összevontak az Avia céggel.

## Története
A céget Josef Walter alapította 1911-ben motorkerékpárok és motoros triciklik gyártására. 1913-ban kezdtek el autókat gyártani, első modelljük a Walter W–I volt. A saját modellek mellett később licenc alapján elkezdték a Fiat 508 és Fiat 514 gépkocsik gyártását is. A cégnél az autógyártást 1954-ben szüntették meg.

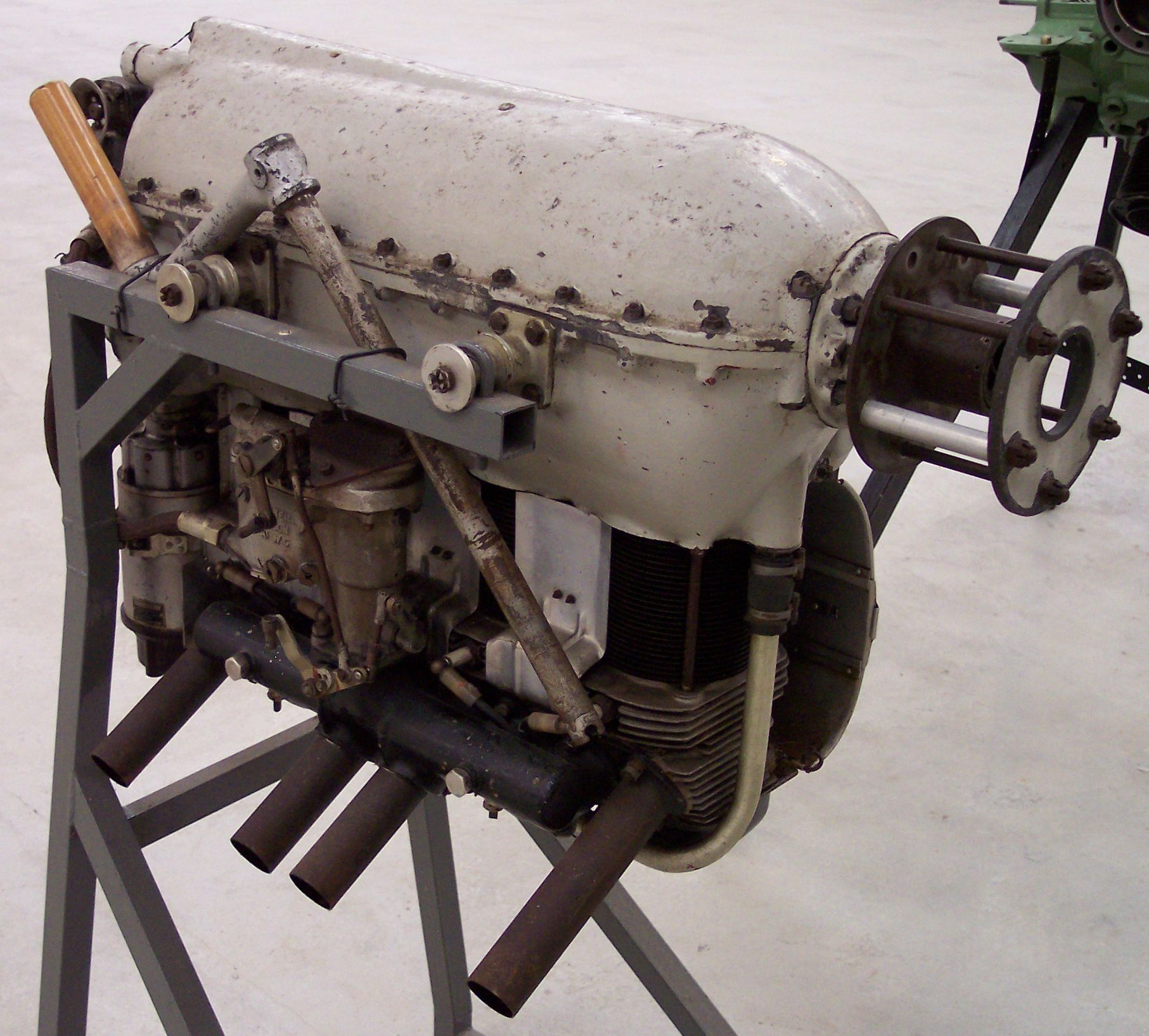
Négyhengeres Walter Mikron III repülőgépmotor

Az első világháborúban az üzemek erősen megrongálódtak. A termelés csak a háború után, 1919-ben indult újra a Walternél. Az 1920-as években a Walter P–I, P–II, P–III és P–IV modelleket gyártották. 1928-tól készítették a Walter 4–B és 6–B modelleket, majd ezek alapjain megjelentek a Walter Standard, Walter Super, Walter Regent és a luxus kategóriájú Walter Royal modellek.
Az 1920-as évek elejétől a cég licenc alapján BMW repülőgépmotorokat is gyártott, és kifejlesztett saját csillagmotorokat is. Az öthengeres Walter NZ–60 és a kilenchengeres NZ–120 motorokat széleskörűen használták a csehszlovák gyártású repülőgépekben. A cég az 1930-as években gyártotta a Bristol Jupiter, a Mercury és Pegasus csillagmotorokat is licenc alapján. Később saját fejlesztésű, négy- és hathengeres, lógó elrendezésű soros motorokkal (Walter Minor, Major és Mikron) jelent meg a cég, majd 1936-tól kezdték gyártani a V12 hengerelrendezésű léghűtéses repülőgépmotorjukat.
A második világháború előtti időszakban a motorjaikat 14 ország légierejében használták.
A második világháború alatt a Walter az Argus motorjait gyártotta licenc alapján Németország számára. A cégnél előkészítették a BMW 003 gázturbinás sugárhajtómű gyártását is, de ez már nem indult el.
A Walter gyár épségben túlélte a háborút. 1946-ban államosítottál és átnevezték a Motorlet n. p. névre. Az első években szovjet licenc alapján gyártottak dugattyús motorokat. 1952-ben kezdődött a szovjet Klimov VK–1 gázturbinás sugárhajtómű licencgyártása Walter M-05 jelzéssel. Ez a Rolls-Royce Nene hajtóművön alapult és a MiG–15-höz használták. A vállalat más szovjet eredetű motorokat is gyártott az 1950-es és 1960-as években. A cég 1964-ben abbahagyta a dugattyús motorok előállítását, ezek gyártását átadta az Avia cégnek.
Az 1950-es évek második felében tervezték az M701 gázturbinás sugárhajtóművet az L–29 Delfín gyakorló repülőgép számára. Az M701-est 1961-től 1989-ig gyártották és több mint 9000 db-t készített belőle a Motorlet.
Az 1960-as évek második felében fejlesztették ki a Motorletnél az M601 légcsavaros gázturbinát. 1974-ben sikerese teljesítette a teszteket, majd 975-ben indult elindult a sorozatgyártása. Ez a hajtómű lett a cég egyik legsikeresebb terméke, melynek továbbfejlesztett, modernizált változatát napjainkig is gyártják. Az M601 népszerű volt a kisteljesítményű gázturbinák piacán. Legnagyobb számban az L–410 utasszállító repülőgépen használják, de több más csehszlovák, cseh és külföldi repülőgéptípushoz is ezt a típust választották. Az M601 továbbfejlesztett, modernizált változata a General Electrik H80 légcsavaros gázturbina.
1989-ben a dugattyús motorok gyártását átvette a LOM Praha cég, a Motorletnél csak a gázturbinás hajtóművek gyártása folytatódott.
1995-ben privatizálták a céget és visszakapta az eredeti Walter nevet. A repülőgéphajtómű részleg később, 2005-ben önálló lett Walter Aircraft Engines néven, míg az orvosi műszereket gyártó része Walter Medica néven működött tovább. 2006 júliusában a céget a cseh FF befektetési társaság vásárolta meg. 2007-ben a Walter Aircraft Engine-t összeolvasztották az Avia repülőgépmotor-gyártó részlegével és még hozzácsatolták a precíziós öntvényeket készítő PCS céget.
2008 júliusában a General Electric repülőgéphajtómű-gyártó részlege, a GE Aviation megvásárolta a Waltert, melynek új neve GE Aviation Czech lett. Az új cég Prága 9, kerületében, a Letňany városrészben működik. A GE célja a Walterrel, hogy erősítse pozícióját a kisteljesítményű gázturbinák piacán, amelyet a Pratt and Whitney ural. A Walter évente kb. 120 db M601-es hajtóművet állított elő, ezt a GE évi ezerre akarja növelni. Napjainkban a GE Aviation fő gyártmánya az M601 légcsavaros modernizált változata, a GE H80, valamint ezek különböző teljesítményű változatai, a GE H75 és a GE H85 légcsavaros gázturbinák.
Az egykori Walter cég helyén a Penta Investment cég létrehozta a Rezidence Walter lakó- és irodakomplexumot, amelyet 2013–2020 között építettek fel. A régi épületek közül emklékkén a cég egyik gyárépületét meghagyták átalakított formában, úgy, hogy fő vonalaiban emlékeztessen a jellegzetes régi épületre.

## Gyártmányai

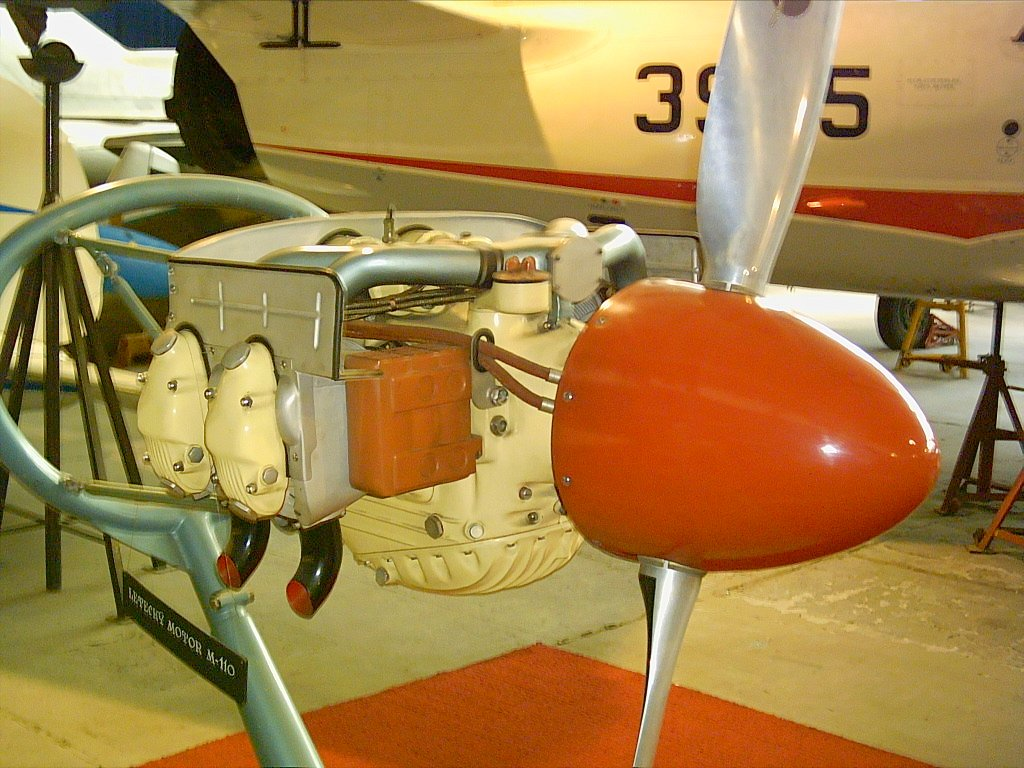
Az M110 dugattyús repülőgépmotor

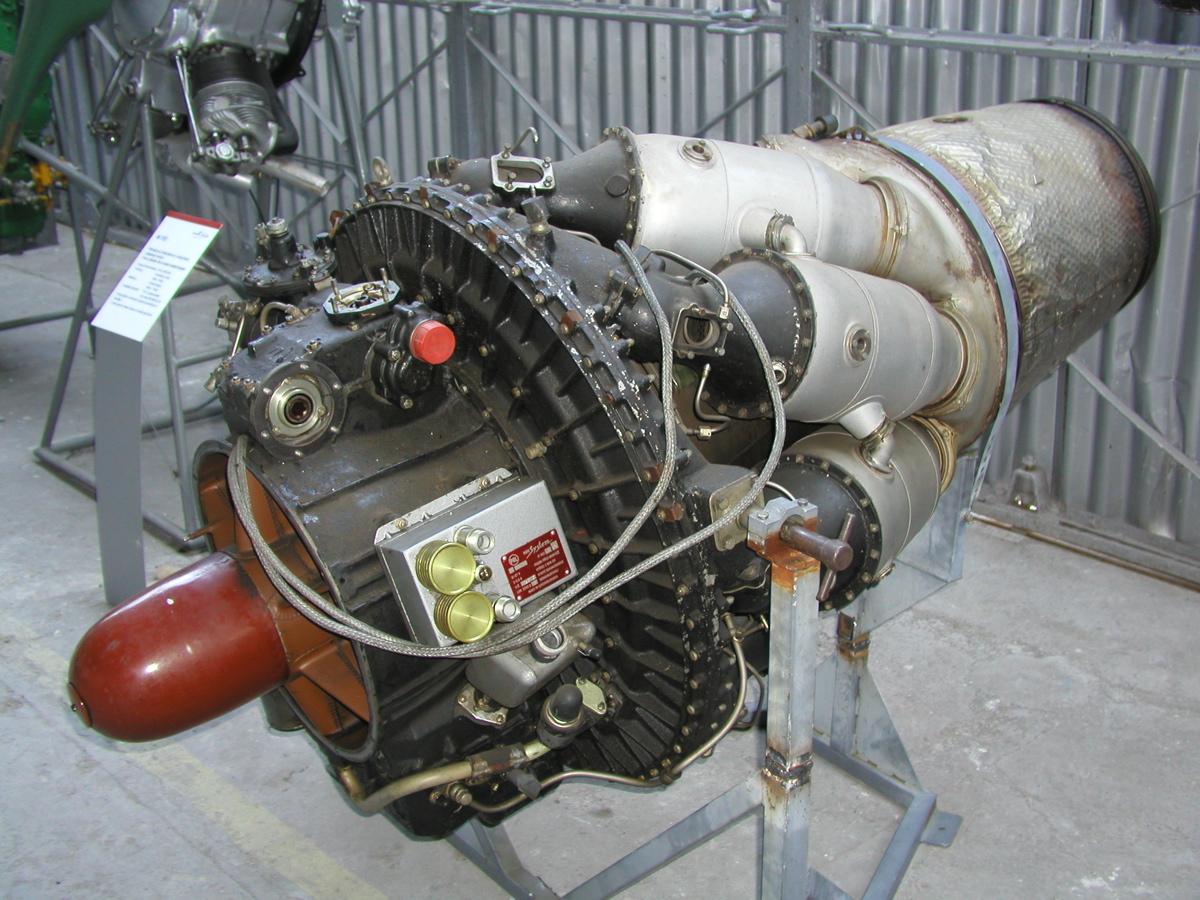
M701 gázturbinás sugárhajtómű

- Walter Atlas
- Walter Atom
- Walter Bora
- Walter Castor
- Walter Gemma
- Walter Junior
- Walter M110
- Walter M202
- Walter M208
- Walter M332
- Walter M337
- Walter M601
- Walter M602
- Walter Major
- Walter Mars
- Walter Mikron
- Walter Minor
- Walter NZ 40
- Walter NZ 60
- Walter NZ 85
- Walter NZ 120
- Walter Pollux
- Walter Regulus
- Walter Sagitta
- Walter Scolar
- Walter Super Castor
- Walter Vega
- Walter Venus
- Motorlet M701